# Premi Ceret-Banyoles
El Premi Ceret-Banyoles és un concurs de composició músical per a cobla que es convoca anualment, un any restringit a sardanes, i l'altre a música de concert per a cobla, atorgat a anys alterns a Ceret i a Banyoles.

## Història
El concurs el convoquen el Foment de la Sardana de Ceret i el Foment de la Sardana de Banyoles, i es fa en virtut d'un conveni que se signà l'any 1985 entre els ajuntaments de Ceret i Banyoles (ciutats agermanades des del 2004), i que s'ha anat renovant biennalment fins a l'actualitat (2016). En els anys senars el premi distingeix sardanes, i s'atorga a la capital del Vallespir, i els anys parells recompensa obres de creació lliure per a cobla (hi ha hagut excepcions, com es veu a la relació cronològica d'obres premiades), i el lliurament del premi es fa en el decurs de la Festa de la música per a cobla de la capital del Pla de l'Estany. La primera edició tingué lloc el 1985, i les obres premiades foren editades en casset pel Foment de la Sardana de Ceret.
Per bé que el nom del concurs ha fluctuat al llarg dels anys, amb petites variacions estilístiques, però no de contingut, a partir d'un determinat moment (2006?) la denominació oficial començà a incloure un homenatge al compositor banyolí d'adopció Manuel Saderra i Puigferrer  i a l'aplec de Banyoles del 2008 s'estrenà en homenatge al músic de Tortellà la sardana col·lectiva T'estimem, feta per 10 compositors guardonats en edicions del concurs (P. Viciana, S. Brotons, JJ. Blay, E. Palet, J. Moraleda, J. Solà, J. Cristau, M. Timon, JL. Moraleda).
A partir de l'any 2010 es va decidir renovar el premi de música per a cobla, i en algunes de les convocatòries posteriors es deixà de banda l'aspecte competitiu, encarregant expressament peces musicals que mostressin possibilitats i camins nous als compositors aspirants. Algunes d'aquestes es comissionaren a compositors membres del jurat, que per aquesta raó no havien pogut optar als premis regulars anteriors. Diverses d'aquestes obres per a cobla foren editades en disc pel Foment de la Sardana de Banyoles el 2021.
La participació en el concurs, en forma d'originals presentats, ha estat alta i sostinguda, especialment en la categoria de sardanes. En un article de l'any 2000, Josep Ventura destacava que, exclusivament en l'apartat d'obres lliures de creació per a cobla, entre els anys 1986 i 2000 se n'havien presentat més de cent cinquanta, i que a partir de la tercera convocatòria el nombre de composicions presentades no baixava de 20 per any. En un balanç que es feia el 2014, hom indicava que s'havien premiat més de 80 sardanes i 60 peces de música per a cobla, i que s'havien atorgat més de 200.000 euros en premis. La relació de guanyadors constitueix, en general, una bona representació dels compositors punters de la música catalana per a cobla de les darreres dècades; atenent, però, al fet que la inscripció es fa pels autors mateixos, les absències de determinats compositors d'anomenada en el palmarès es podria correspondre al fet de no haver-hi participat, i no necessàriament a demèrits dels absents.
L'associació Sabadell Més Música atorgà el 2004 el Premi Agustí Borgunyó al Foment banyolí per "l'organització del concurs Ceret-Banyoles i la seva trajectòria genèrica a favor de la música de cobla".

## Premis
D'entre el total de composicions presentades al concurs de cada any, se'n seleccionen cinc que van a la final, i que rebran premis en metàl·lic, de valor decreixent segons la classificació que en faci el jurat (aquests criteris generals han tingut variacions, especialment en el cas del concurs de música per a cobla, que per manca de prou originals, a partir del 2005 baixà la quantitat de premis). El veredicte del jurat es complementa amb un premi atorgat pel públic assistent al concert de presentació. Quan l'organització ho ha considerat oportú s'han concedit accèssits, principalment a autors joves o, puntualment en anys de commemoració, s'han convocat premis addicionals en homenatge a algun compositor distingit.
1985
- Primer premi i Premi Popular per a la sardana Tardoral, de Lluís Lloansí
- Segon premi per a Vanessa, de Jaume Cristau
- Tercer premi per a Ceret, vila riallera, de Josep Prenafeta [disc 1]

1986
Es convocà en les dues categories de sardanes i música per a cobla
- Primer premi per a sardana: desert
- Segon premi a El ressò de les Guilleries, de Jaume Cristau
- Tercer premi a La Rosada, de Xavier Boliart
- Primer premi d'obra per a cobla per al Poema cavalleresc de música simfònica per a cobla i timbales Tirant lo Blanc, de Joan Lluís Moraleda
- Segon premi al quadre simfònic per a cobla i timbales Poema de l'amor immens, de Fèlix Martínez i Comín
- Tercer premi a l'obra lliure Variacions i fuga sobre un tema popular, de Josep Prenafeta[4]

1987
- Primer premi a la sardana Festiva, de Jordi Leon
- Segon premi i Premi Popular per a Soliu, de Tomàs Gil i Membrado
- Segon premi per El clam del bosc, de Jaume Cristau
- Quart premi per a la sardana Montserrat rebrota, de Joan Lluís Moraleda

1988
- Primer premi a l'obra Concert per a tres cobles, de Joan Lluís Moraleda
- Segon premi a La pastora del Montsagre, de Tomàs Gil i Membrado
- Tercer premi per a l'obra lliure La sirena i el dofí, de Vicenç Acuña[10]

1989
- Primer a premi a la sardana Ceret a Pablo Picasso, de Jaume Cristau
- Segon premi a Xalom, de Joan Juncà
- Quart premi a La sardana dels infants, de Pepita Llunell
- Quart premi a La nit de Sant Andreu, de Jaume Cristau

1990
El 1990, i en coincidència amb l'Olimpíada Cultural prèvia als Jocs Olímpics de Barcelona 1992, el concurs s'emmarcà en una iniciativa més àmplia, el "Simposi de Música de Cobla". Amb aquesta fi, el concurs Ceret-Banyoles es convocà en diverses categories, i es complementà amb un "Certamen musical de composició de sardanes":
- Obres per a cobla - Quatre cançons, de Joan Josep Blay
- Obres per a dues cobles - Santjoanesca, de Joan Lluís Moraleda[disc 2]
- Obres per a tres cobles - En Joan de Serrallonga, de Joan Lluís Moraleda
- Obres per a cobla i cor - Estany, de Joan Lluís Moraleda
  - Accèssits - Ones, de Josep Prenafeta; i Els colors reflectants, de Paco Viciana
- Premi especial Joventut - desert
  - Accèssits - Matèries eternes, de Gabriel Barceló; i El silenci del bosc, d'Albert Carbonell
- Resultats del concurs de composició de sardanes:
  - Premi Ciutat de Banyoles - Bon dia, Elionor (Sant Joan), de Xavier Boliart; i Bon dia, Lionor (Bonjour cherie), de Joan Lluís Moraleda i Perxachs
  - Premi Cassià Casademont - Pendent de viure-ho, de Joan Lluís Moraleda i Perxachs (accèssit, Per un ideal, de Josep Vicens)
  - Premi Rossend Palmada - Cançó del lladre, de Joan Lluís Moraleda i Perxachs (accèssit, Terra Nostra, d'Enric Suñer)
  - Premi Josep Saderra - Salut mestre Manuel, de Joan Lluís Moraleda
  - Premi Barcelona '92 - Oberts al món, d'Agustí Coma[11]

1991
- Primer premi a la sardana Elionor, de Vicenç Acuña
- Segon premi a Vilallonga de Ter, de Jaume Cristau
- Tercer premi i Premi Popular a Palautordera, cancell del Montseny, d'Albert Auleda (Joan Lluís Moraleda)[12]

1992
- Primer premi per a l'obra per a dues cobles i percussió Terres llemosines, de Salvador Brotons, enregistrada[disc 2]
- Segon premi per a l'obra per a cobla i 5 percussionistes Simfonieta, de Joan Josep Blay
- Tercer premi per a Homenatge a Màrius Torres, poema per a cobla i timbales, de Josep Prenafeta, enregistrat[disc 2]
- Accèssit Joventut per a la composició per a tenora i cobla Catimbao, d'Albert Sanpablo i Lauro
- Segon accèssit Joventut per a l'obra lliure La ciutat llunyana, d'Albert Carbonell[13]

1993
- Primer premi i Premi Popular a la sardana Tirant i Carmesina, de Tomàs Gil i Membrado
- Segon premi a Porta picassiana, de Tomàs Gil
- Tercer premi a Juliol, de Vicenç Acuña
- Quart premi a Termpus fugit, de Antoni Serra
- Cinquè premi a De cara al nord, de Jaume Cristau[14]

1994
- Primer premi, desert
- Segon premi a l'obra Codinenques, tres petits poemes per a cobla, d'Isidre Corderas
- Segon premi a la suite per a dues cobles, percussió i narrador La vall de Maldanell, de Josep Prenafeta
- Tercer premi a l'obra Fantasia, per a tres cobles i percussió, de Josep Vicens
- Quart premi a l'obra lliure Poema occità, de Segimon de Pedraforca i de Penyasegat [pseudònim]
- Quart premi a la suite Segadors a Barcelona, de Josep Vinaròs i Martínez
- Premi Juvenil per a l'obra lliure per a cobla i mezzo-soprano Somnis d'Amor, de Marcel Sabaté amb lletra de Gemma Coma[15]

1995
- Primer premi a la sardana Setembre, de Vicenç Acuña
- Segon premi a L'Immigrant, de Vicenç Acuña
- Tercer premi per A l'amic Manel, de Jaume Cristau
- Quart premi per a Idil·li al Vallespir, de Josep Prenafeta
- Cinquè premi per A trenc d'Alba, d'Antoni Miralpeix[16]

1996
- Primer premi per a l'obra per a dues cobles i timbales La Patum, de Joan Lluís Moraleda
- Primer premi per a la suite en cinc moviments per a dues cobles i dues percussions Oda a Montserrat, de Josep Vinaròs
- Segon premi per al poema simfònic en cinc temps per a dues cobles, contralt, percussionistes ètnics i arpa Mites de Catalunya, de Paco Viciana
- Menció especial Autor Jove al poema Paisatges, de Moisès Bertran

1997
- Primer premi i Premi Popular per a la sardana Veles al vent, d'Eduard Martí i Teixidor
- Segon premi per a Reflexió, d'Eduard Martí
- Tercer premi per a Jocs d'infant, de Jordi Moraleda

1998
- Primer premi per a l'obra per a cobla i piano Mediterrània, de Paco Viciana
- Segon premi per a l'obra per a tres cobles i percussió El drac, el cavaller i la donzella, de Joan Lluís Moraleda
- Tercer premi per al conte per a narrador, cobla i percussió Història d'un paraigua, de Joan Josep Blay (els tres premis, enregistrats[disc 2])
- Accèssit Joventut a l'obra lliure Nyerros i cadells, d'Albert Carbonell
- Accèssit Joventut a la glosa per a cobla, narrador i dos percussionistes La batalla de l'Ebre, de Joan Manuel Margalef[17]

1999
- Primer premi per a la sardana Un mussol a la barana, de Jaume Banet
- Segon premi ex aequo per Als quatre vents, de Jordi Molina
- Segon premi ex aequo i Premi Popular per a Gegantada, de Joan Lluís Moraleda[18]

2000
- Segon premi a la suite en tres temps per a cobla i percussió Impressions d'un viatge, de Josep Solà
- Segon premi a l'obra lliure Romança, de Joan Lluís Moraleda
- Tercer premi a l'obra per a dues cobles, timbales i narrador Catalunya durant la guerra dels 30 anys, de Jordi Moraleda
- Premi Joventut a l'obra lliure per a cobla Tres moviments de suite, de Víctor Cordero[nt 2]

2001
- Premi a la sardana Les campanes de Sant Mori, de Josep Solà[19]
- Segon premi a Ni una nit..., de Roland Besson
- Tercer premi i Premi Popular a La màgica nit de Sant Joan, de Jordi Moraleda

2002
- Premi Manuel Saderra i Puigferrer per la suite per a cobla i percussió Le Cirque des étoiles, de Joan Josep Blay
- Premi especial Verdaguer a la glossa per a dues cobles i percussió La goja de Banyoles, de Joan Lluís Moraleda
- Premi especial Verdaguer per la Glossa de la goja de Banyoles, de Jaume Cristau
- Menció Autor jove per a l'obra per a cobla Mönlik, d'Esteve Palet
- Accèssit per a l'obra lliure La rosa dels vents, de Joan Lluís Moraleda
- Accèssit per a la Suite barroca, de Carles Guinovart, enregistrada[disc 2][20]

2003
- Primer premi i Premi Popular per a la sardana 5445 dC, de Marc Timón
- Segon premi per a Justos per pecadors, de Víctor Cordero
- Tercer premi per a Albada festiva, de Jordi Moraleda[21]

2004
- Premi Manuel Saderra i Puigferrer per a la Rapsòdia per a piano, cobla i percussió d'Esteve Palet, enregistrada[disc 2]
- Premi Autor Jove per a l'obra per a cobla, flautes, clarinets, percussió, cor, veus blanques i orquestra de cambra Surrealista, de Joan Vila i Safont
- Accèssit per a l'obra per a dues cobles i dos percussionistes Pubolenca, de Joan Manuel Margalef
- Accèssit per a l'obra per a cobla i guitarra D'aquí, d'allà, Dalí!, de Joan Lluís Moraleda
- Accèssit per a la Rapsòdia per a piano i cobla, de Joan Lluís Moraleda i Josep Henríquez[nt 2]

2005
- Primer premi a la sardana Serenor, de Jaume Cristau
- Segon premi per a Els Juncans, d'Esteve Palet
- Tercer premi a Adéu, amic Ricard, de Joan Lluís Moraleda
- Quart premi i Premi Popular a Cirerer florit, de Josep Solà[19]

2006
- Primer premi (premi Manuel Saderra i Puigferrer) per a Concertone. Concert per a piano i cobla, d'Albert Carbonell
- Premi Autor Jove per l'obra per a piano i cobla Desvariacions per a piano i cobla si fa sol a Milà, op. 3, de Gerard Pastor[22]

2007
- Premi a la sardana Una vida entre artistes, de Jordi Moraleda
- Segon premi a Ofrena a Joaquim Serra, de Joan Lluís Moraleda
- Tercer premi i Premi Popular a La nina que riu i plora, de Jaume Solà

2008
- Premi Manuel Sarderra a la Suite per a piano i cobla, de Francesc Teixidó
- Accèssit a Galeria d'objectes útils per a inútils (suite concertant per a plaques i cobla, de Joan Josep Blay
- Premi Autor Jove per a l'obra per a cobla Diabolus in musica, de Joan Vila i Safont[23]

2009
- Primer premi a la sardana El sac i la corda, d'Antoni Serra
- Segon premi a El Comte Guifré, de Joan Vila i Safont
- Tercer premi a El Puigmal, d'Esteve Palet
- Quart premi i Premi Popular a Carpe diem, de Carles Raya

2010
Es comissionaren dues obres per a cobla per mirar d'innovar dins del món dels concursos de composició. Els músics triats foren dos dels components regulars del jurat: Àngels Alabert (que seria l'autora de la lletra de la peça finalment estrenada, Records del mestre Puigferrer, quatre cançons per a mezzosoprano, piano, percussió i cobla, amb música del seu fill Agustí Coma i Alabert) i Roland Besson (Tres melangies, per a cobla i bandoneó)
2011
- Primer premi i Premi Popular a la sardana Rosa de tardor, de Jaume Cristau
- Segon premi per a Sol ixent, d'Antoni Serra
- Tercer premi per a Cant de dolor, de Francesc Teixidó[25]

2012
S'encarregà a Albert Guinovart una obra en homenatge a Xavier Montsalvatge (Un món salvatge, enregistrada); i la convocatòria al concurs de música per a cobla es restringí a menors de 40 anys.
- Premi Manuel Saderra i Puigferrer: desert
- Accèssit per a l'obra per a cor mixt, cobla, piano i percussió És quan dormo que hi veig clar, de Xavi Pendon Gonzalez Ranchal[26]

2013
- Primer premi a la sardana Una nit d'estiu, un àngel va passar, de Galdric Vicens
- Segon premi i Premi Popular a Moments màgics, de Lluís Alcalà
- Tercer premi per a Ceret, entorn picassià, d'Antoni Serra[27]

2014
En commemoració del Tricentenari del 1714, no es convocà el premi. En el seu lloc, s'encarregaren dues peces als compositors Jordi Molina i Marc Timon. Del primer s'estrenà Goigs de Nostra Senyora de la Llibertat, per a cobla, percussió i cor; i del segon Catalunya 5714, també per a cobla, percussió i cor, ambdues enregistrades
2015
- Primer premi a la sardana Núria, de Gerard Pastor
- Segon premi a La Torre de les Hores, de Daniel Gasulla
- Segon premi a La puntaire i el trobador, de Jaume Cristau
- Quart premi i Premi Popular a Cops amagats, de Ferran Carballido[29]

2016
L'organització encarregà dues composicions. D'Esteve Palet s'estrenà Miratges de l'estany, una suite amb sis moviments per a narrador, cobla, orquestra de corda i timbales; i Josep Coll i Ferrando aportà la sardana De l'estany a la Draga
2017
- Primer premi ex aequo a les sardanes Júlia G, d'Ultano Gómez i The Legend of the butterfly, de Galdric Vicens. Aquesta segona és, igualment, Premi Popular.
- Tercer premi a Et in Arcadia eco, d'Olivier Marqués
- Quart premi a L'anell de les fades, de Daniel Gasulla
- Cinquè premi a Ailyne i Arlet, de Jaume Cristau[31]

2018
Els organitzadors encarregaren dues composicions, que s'estrenaren a la Festa de la Música per a Cobla: Deconstrucció, obra per a tres cobles i percussió, de Marcel Sabaté (enregistrada); i La màgia de l'estany, obra per a dues cobles i percussió en tres moviments de Jesús Santaliestra
2019
- Primer premi a De Peralada a Barcelona, de Daniel Gasulla
- Segon premi a Presagis, de Francesc Cassú
- Tercer premi a Lluís Gual, per Albirant l'horitzó
- Quart premi i Premi Popular a Jaume Cristau, per Garbinet de Sant Feliu
- Cinquè premi a Manel Valls, per Record del futur[33]

2020
- Obra d'encàrrec: Allò que queda, d'Ultano Gómez[34]

2021
- Primer premi, desert
- Segon premi ex aequo a Fill meu, de Mariel·la Finet, i L'astàlec de bronze, de Lluís Alcalà
- Premi del públic a Castanyes i panellets, de Jaume Cristau[35]

2022
- Estrena de l'obra d'encàrrec El paratge de les Estunes, d'Anna Abad

2023
- Primer premi, La llegenda de Kyrandia, de Lluís Alcalà
- Segon premi, Abril a Vilanova, de Daniel Gasulla
- Tercer premi, Esclat primaveral, d'Esteve Palet
- Quart premi, La roca fantasma, de Ferran Carballido
- Cinquè premi, i Premi Popular, per La fi de l'Odissea, de Lluc Vizentini

2024 (XL convocatòria)
- Obra d'encàrrec: Simfonieta per a cobla, de Claude-Henry Joubert

## Enregistraments
1. ↑  Les cinc sardanes finalistes de la primera convocatòria (1985) foren enregistrades:
casset La Principal de la Bisbal. Primer Premi Musical de Composició Sardanista Banyoles-Ceret. Ceret 3 de novembre 85.  Narbonne: Regiophon (Phonoteque régionale), 1985. A més de Tardoral, Vanessa i Ceret, vila riallera, recull també La torre del fum, de Lluís Lloansí, i Bon dia amor, de Pepita Llunell[9]
2. 1 2 3 4 5 6 7 8 9  CD cobles La Principal de la Bisbal; La Selvatana; Els Montgrins; Sant Jordi; Ciutat de Girona; Paco Viciana, Lluís González (pianistes), Coral ARSinNova. Premis Ceret-Banyoles - 50 anys Festa de la Música per a Cobla.  Banyoles-Barcelona: El Foment de Banyoles - Audiovisuals de Sarrià, 2021. Ref. AVS 5.2880.